# Середні Кібечі
Середні Кібе́чі (рос. Средние Кибечи, чув. Вăтакас Кипеч) — присілок у складі Канаського району Чувашії, Росія. Адміністративний центр Середньокібецького сільського поселення.
Населення — 286 осіб (2010; 340 у 2002).
Національний склад:
- чуваші — 99 %